# Nokere Koerse féminine 2022
Pour la course masculine, voir Nokere Koerse 2022.
La 3e édition de la Nokere Koerse féminine a lieu le 16 mars 2022. La course fait partie du calendrier international féminin UCI 2022 en catégorie 1.Pro. Elle est remportée par la Néerlandaise Lorena Wiebes.

## Présentation

### Équipes
| UCI Women's WorldTeams (12)- Team BikeExchange-Jayco - Canyon-SRAM Racing - EF Education-TIBCO-SVB - FDJ Nouvelle Aquitaine Futuroscope - Human Powered Health - Team Jumbo-Visma - Movistar Team - Team DSM - SD Worx - Trek-Segafredo - UAE Team ADQ - Uno-X Pro Cycling Team Équipes féminines continentales (8)- Bingoal-Chevalmeire-Van Eyck Sport - Ceratizit-WNT Pro Cycling - Le col-Wahoo - Lotto Soudal Ladies - AG Insurance NXTG - Parkhotel Valkenburg - Plantur-Pura - Valcar-Travel & Service |
| |

## Récit de la course
La course est ponctuée par des chutes. Mieke Kröger s'échappe seule. Elle est reprise dans les trente derniers kilomètres. Aux vingt kilomètres, Femke Markus et Mischa Bredewold sortent. Elles sont rattrapées dix kilomètres plus loin. Lorena Wiebes effectue un sprint très long dans le Nokereberg. Elle gagne avec plusieurs vélos d'avance.

## Classements

### Classement final
| \| Classement général \| Classement général \| Classement général \| Classement général \| Classement général \| \| Coureuse \| Coureuse \| Pays \| Équipe \| Temps \| \| ------------------ \| ----------------------- \| ------------------ \| ---------------------------------- \| ------------------ \| \| 1re \| Lorena Wiebes \| Pays-Bas \| Team DSM \| 3 h 14 min 47 s \| \| 2e \| Lotte Kopecky \| Belgique \| SD Worx \| + 1 s \| \| 3e \| Marta Bastianelli \| Italie \| UAE Team ADQ \| + 1 s \| \| 4e \| Chiara Consonni \| Italie \| Valcar-Travel & Service \| + 1 s \| \| 5e \| Marjolein van 't Geloof \| Pays-Bas \| Le Col-Wahoo \| + 1 s \| \| 6e \| Barbara Guarischi \| Italie \| Movistar Team \| + 1 s \| \| 7e \| Noemi Rüegg \| Suisse \| Team Jumbo-Visma \| + 1 s \| \| 8e \| Eugénie Duval \| France \| FDJ-Nouvelle Aquitaine-Futuroscope \| + 1 s \| \| 9e \| Letizia Borghesi \| Italie \| EF Education-TIBCO-SVB \| + 1 s \| \| 10e \| Shari Bossuyt \| Belgique \| Canyon-SRAM Racing \| + 1 s \| |                         |          |                                    |                 |
| |                         |          |                                    |                 |
| |                         |          |                                    |                 |
| Classement général |                         |          |                                    |                 |
| Coureuse | Coureuse                | Pays     | Équipe                             | Temps           |
| 1re | Lorena Wiebes           | Pays-Bas | Team DSM                           | 3 h 14 min 47 s |
| 2e | Lotte Kopecky           | Belgique | SD Worx                            | + 1 s           |
| 3e | Marta Bastianelli       | Italie   | UAE Team ADQ                       | + 1 s           |
| 4e | Chiara Consonni         | Italie   | Valcar-Travel & Service            | + 1 s           |
| 5e | Marjolein van 't Geloof | Pays-Bas | Le Col-Wahoo                       | + 1 s           |
| 6e | Barbara Guarischi       | Italie   | Movistar Team                      | + 1 s           |
| 7e | Noemi Rüegg             | Suisse   | Team Jumbo-Visma                   | + 1 s           |
| 8e | Eugénie Duval           | France   | FDJ-Nouvelle Aquitaine-Futuroscope | + 1 s           |
| 9e | Letizia Borghesi        | Italie   | EF Education-TIBCO-SVB             | + 1 s           |
| 10e | Shari Bossuyt           | Belgique | Canyon-SRAM Racing                 | + 1 s           |

### Points UCI
| Position           | 1er | 2e  | 3e  | 4e  | 5e | 6e | 7e | 8e | 9e | 10e | 11e | 12e | 13e | 14e | 15e | 16e à 25e |
| Classement général | 200 | 150 | 125 | 100 | 85 | 70 | 60 | 50 | 40 | 35  | 30  | 25  | 20  | 15  | 10  | 5         |

## Liste des participants
| Légende | Légende                                                                    | Légende | Légende                                                    |
| ------- | -------------------------------------------------------------------------- | ------- | ---------------------------------------------------------- |
| Num     | Dossard de départ porté par le coureur sur cette Nokere Koerse voor Dames  | Pos     | Position à l'arrivée de la course                          |
|         | Indique un maillot de champion national ou mondial, suivi de sa spécialité | NP      | Indique un coureur qui n'a pas pris le départ de la course |
| AB      | Indique un coureur qui n'a pas terminé la course                           | HD      | Indique un coureur qui a terminé la course hors des délais |

| SD Worx SDW | SD Worx SDW                     | SD Worx SDW |
| ----------- | ------------------------------- | ----------- |
| Num         | Coureuse                        | Pos         |
| 1           | Lotte Kopecky (BEL) (route)     | 2e          |
| 3           | Roxane Fournier (FRA)           | 48e         |
| 4           | Christine Majerus (LUX) (route) | 20e         |
| 6           | Lonneke Uneken (NED)            | 60e         |

| Trek-Segafredo TFS | Trek-Segafredo TFS              | Trek-Segafredo TFS |
| ------------------ | ------------------------------- | ------------------ |
| Num                | Coureuse                        | Pos                |
| 11                 | Elynor Bäckstedt (GBR)          | AB                 |
| 12                 | Audrey Cordon-Ragot (FRA)       | AB                 |
| 13                 | Amalie Dideriksen (DEN) (route) | AB                 |
| 14                 | Lauretta Hanson (AUS)           | 13e                |
| 15                 | Chloe Hosking (AUS)             | AB                 |

| Movistar Team MOV | Movistar Team MOV         | Movistar Team MOV |
| ----------------- | ------------------------- | ----------------- |
| Num               | Coureuse                  | Pos               |
| 21                | Aude Biannic (FRA)        | AB                |
| 22                | Alicia González (ESP)     | 11e               |
| 23                | Barbara Guarischi (ITA)   | 6e                |
| 24                | Jelena Erić (SRB) (route) | AB                |
| 25                | Sarah Gigante (AUS)       | 74e               |
| 26                | Lourdes Oyarbide (ESP)    | 56e               |

| Team DSM DSM | Team DSM DSM                  | Team DSM DSM |
| ------------ | ----------------------------- | ------------ |
| Num          | Coureuse                      | Pos          |
| 31           | Lorena Wiebes (NED)           | 1re          |
| 32           | Pfeiffer Georgi (GBR) (route) | AB           |
| 33           | Franziska Koch (GER)          | AB           |
| 34           | Charlotte Kool (NED)          | 57e          |
| 35           | Esmée Peperkamp (NED)         | AB           |
| 36           | Elise Uijen (NED)             | AB           |

| UAE Team ADQ UAD | UAE Team ADQ UAD            | UAE Team ADQ UAD |
| ---------------- | --------------------------- | ---------------- |
| Num              | Coureuse                    | Pos              |
| 41               | Marta Bastianelli (ITA)     | 3e               |
| 42               | Maaike Boogaard (NED)       | 54e              |
| 43               | Eugenia Bujak (SLO) (route) | 21e              |
| 44               | Sofia Bertizzolo (ITA)      | 14e              |
| 45               | Laura Tomasi (ITA)          | AB               |
| 46               | Anna Trevisi (ITA)          | 77e              |

| Canyon-SRAM Racing CSR | Canyon-SRAM Racing CSR | Canyon-SRAM Racing CSR |
| ---------------------- | ---------------------- | ---------------------- |
| Num                    | Coureuse               | Pos                    |
| 51                     | Alice Barnes (GBR)     | AB                     |
| 52                     | Shari Bossuyt (BEL)    | 10e                    |
| 53                     | Neve Bradbury (AUS)    | AB                     |
| 54                     | Ella Harris (NZL)      | 36e                    |
| 55                     | Lisa Klein (GER)       | 38e                    |
| 56                     | Maud Oudeman (NED)     | AB                     |

| FDJ-Nouvelle Aquitaine-Futuroscope FSF | FDJ-Nouvelle Aquitaine-Futuroscope FSF | FDJ-Nouvelle Aquitaine-Futuroscope FSF |
| -------------------------------------- | -------------------------------------- | -------------------------------------- |
| Num                                    | Coureuse                               | Pos                                    |
| 61                                     | Grace Brown (AUS)                      | AB                                     |
| 62                                     | Clara Copponi (FRA)                    | AB                                     |
| 63                                     | Eugénie Duval (FRA)                    | 8e                                     |
| 64                                     | Emilia Fahlin (SWE)                    | 41e                                    |
| 65                                     | Maëlle Grossetête (FRA)                | 32e                                    |
| 66                                     | Stine Borgli (NOR)                     | AB                                     |

| Team Jumbo-Visma TJV | Team Jumbo-Visma TJV   | Team Jumbo-Visma TJV |
| -------------------- | ---------------------- | -------------------- |
| Num                  | Coureuse               | Pos                  |
| 71                   | Noemi Rüegg (SUI)      | 7e                   |
| 72                   | Teuntje Beekhuis (NED) | 16e                  |
| 73                   | Romy Kasper (GER)      | 51e                  |
| 74                   | Linda Riedmann (GER)   | 26e                  |
| 75                   | Aafke Soet (NED)       | AB                   |
| 76                   | Amber Kraak (NED)      | 23e                  |

| Team BikeExchange-Jayco BEX | Team BikeExchange-Jayco BEX | Team BikeExchange-Jayco BEX |
| --------------------------- | --------------------------- | --------------------------- |
| Num                         | Coureuse                    | Pos                         |
| 81                          | Jessica Allen (AUS)         | 76e                         |
| 82                          | Georgia Baker (AUS)         | 61e                         |
| 83                          | Teniel Campbell (TTO)       | 17e                         |
| 84                          | Arianna Fidanza (ITA)       | 64e                         |
| 85                          | Nina Kessler (NED)          | 63e                         |

| EF Education-TIBCO-SVB TIB | EF Education-TIBCO-SVB TIB | EF Education-TIBCO-SVB TIB |
| -------------------------- | -------------------------- | -------------------------- |
| Num                        | Coureuse                   | Pos                        |
| 91                         | Letizia Borghesi (ITA)     | 9e                         |
| 92                         | Tanja Erath (GER)          | 67e                        |
| 93                         | Kathrin Hammes (GER)       | AB                         |
| 94                         | Sara Poidevin (CAN)        | 45e                        |
| 95                         | Abi Smith (GBR)            | AB                         |
| 96                         | Magdeleine Vallieres (CAN) | 29e                        |

| Human Powered Health HPW | Human Powered Health HPW | Human Powered Health HPW |
| ------------------------ | ------------------------ | ------------------------ |
| Num                      | Coureuse                 | Pos                      |
| 101                      | Henrietta Christie (NZL) | 78e                      |
| 102                      | Mieke Kröger (GER)       | AB                       |
| 103                      | Makayla MacPherson (USA) | 43e                      |
| 104                      | Marit Raaijmakers (NED)  | 65e                      |
| 105                      | Eri Yonamine (JPN)       | 47e                      |
| 106                      | Kaia Schmid (USA)        | 31e                      |

| Uno-X Pro Cycling Team UXT | Uno-X Pro Cycling Team UXT  | Uno-X Pro Cycling Team UXT |
| -------------------------- | --------------------------- | -------------------------- |
| Num                        | Coureuse                    | Pos                        |
| 111                        | Susanne Andersen (NOR)      | 15e                        |
| 112                        | Hannah Barnes (GBR)         | 62e                        |
| 113                        | Julie Norman Leth (DEN)     | AB                         |
| 114                        | Hannah Ludwig (GER)         | 73e                        |
| 115                        | Mie Bjørndal Ottestad (NOR) | 66e                        |

| Valcar-Travel & Service VAL | Valcar-Travel & Service VAL | Valcar-Travel & Service VAL |
| --------------------------- | --------------------------- | --------------------------- |
| Num                         | Coureuse                    | Pos                         |
| 121                         | Karolina Kumięga (POL)      | AB                          |
| 122                         | Chiara Consonni (ITA)       | 4e                          |
| 123                         | Anastasia Carbonari (LAT)   | 58e                         |
| 124                         | Emma Redaelli (ITA)         | AB                          |
| 125                         | Ilaria Sanguineti (ITA)     | 49e                         |
| 126                         | Margaux Vigié (FRA)         | 69e                         |

| Ceratizit-WNT Pro Cycling WNT | Ceratizit-WNT Pro Cycling WNT       | Ceratizit-WNT Pro Cycling WNT |
| ----------------------------- | ----------------------------------- | ----------------------------- |
| Num                           | Coureuse                            | Pos                           |
| 131                           | Franziska Brauße (GER)              | 71e                           |
| 132                           | Maria Giulia Confalonieri (ITA)     | 59e                           |
| 133                           | Martina Fidanza (ITA)               | AB                            |
| 134                           | Marta Lach (POL)                    | 25e                           |
| 135                           | Kathrin Schweinberger (AUT) (route) | 12e                           |
| 136                           | Lea Lin Teutenberg (GER)            | 52e                           |

| Parkhotel Valkenburg PHV | Parkhotel Valkenburg PHV  | Parkhotel Valkenburg PHV |
| ------------------------ | ------------------------- | ------------------------ |
| Num                      | Coureuse                  | Pos                      |
| 141                      | Mischa Bredewold (NED)    | 40e                      |
| 142                      | Sofie van Rooijen (NED)   | 55e                      |
| 143                      | Femke Markus (NED)        | 35e                      |
| 144                      | Lieke Nooijen (NED)       | 34e                      |
| 145                      | Kirstie van Haaften (NED) | AB                       |
| 146                      | Marith Vanhove (BEL)      | 68e                      |

| Le Col-Wahoo DRP | Le Col-Wahoo DRP              | Le Col-Wahoo DRP |
| ---------------- | ----------------------------- | ---------------- |
| Num              | Coureuse                      | Pos              |
| 151              | Maria Martins (POR) (route)   | 44e              |
| 152              | Elizabeth Holden (GBR)        | 42e              |
| 153              | Marjolein van 't Geloof (NED) | 5e               |
| 154              | Maike van der Duin (NED)      | 24e              |
| 155              | Jesse Vandenbulcke (BEL)      | AB               |
| 156              | Gladys Verhulst (FRA)         | AB               |

| AG Insurance NXTG AGI | AG Insurance NXTG AGI    | AG Insurance NXTG AGI |
| --------------------- | ------------------------ | --------------------- |
| Num                   | Coureuse                 | Pos                   |
| 161                   | Maureen Arens (NED)      | 70e                   |
| 162                   | Mylène de Zoete (NED)    | 19e                   |
| 163                   | Amber Aernouts (NED)     | AB                    |
| 164                   | Yuli Van der Molen (NED) | AB                    |
| 165                   | Ilse Pluimers (NED)      | 39e                   |
| 166                   | Cassia Boglio (AUS)      | 75e                   |

| Bingoal-Chevalmeire-Van Eyck Sport BCV | Bingoal-Chevalmeire-Van Eyck Sport BCV | Bingoal-Chevalmeire-Van Eyck Sport BCV |
| -------------------------------------- | -------------------------------------- | -------------------------------------- |
| Num                                    | Coureuse                               | Pos                                    |
| 171                                    | Minke Bakker (NED)                     | AB                                     |
| 173                                    | Danique Braam (NED)                    | 46e                                    |
| 175                                    | Barbara Sniezynska (POL)               | AB                                     |
| 176                                    | Claudia Jongerius (NED)                | 72e                                    |

| Lotto Soudal Ladies LSL | Lotto Soudal Ladies LSL  | Lotto Soudal Ladies LSL |
| ----------------------- | ------------------------ | ----------------------- |
| Num                     | Coureuse                 | Pos                     |
| 181                     | Sterre Vervloet (BEL)    | AB                      |
| 182                     | Mijntje Geurts (NED)     | 50e                     |
| 183                     | Josie Knight (GBR)       | AB                      |
| 184                     | Mieke Docx (BEL)         | 37e                     |
| 185                     | Elise vander Sande (BEL) | AB                      |
| 186                     | Kylie Waterreus (NED)    | 27e                     |

| Plantur-Pura PLP | Plantur-Pura PLP         | Plantur-Pura PLP |
| ---------------- | ------------------------ | ---------------- |
| Num              | Coureuse                 | Pos              |
| 191              | Kiona Crabbé (BEL)       | 33e              |
| 192              | Justine Ghekiere (BEL)   | 30e              |
| 193              | Julie De Wilde (BEL)     | 18e              |
| 194              | Yara Kastelijn (NED)     | 28e              |
| 195              | Laura Süßemilch (GER)    | 22e              |
| 196              | Julie Van de Velde (BEL) | 53e              |

| SD Worx SDW | SD Worx SDW                     | SD Worx SDW |
| ----------- | ------------------------------- | ----------- |
| Num         | Coureuse                        | Pos         |
| 1           | Lotte Kopecky (BEL) (route)     | 2e          |
| 3           | Roxane Fournier (FRA)           | 48e         |
| 4           | Christine Majerus (LUX) (route) | 20e         |
| 6           | Lonneke Uneken (NED)            | 60e         |

| Trek-Segafredo TFS | Trek-Segafredo TFS              | Trek-Segafredo TFS |
| ------------------ | ------------------------------- | ------------------ |
| Num                | Coureuse                        | Pos                |
| 11                 | Elynor Bäckstedt (GBR)          | AB                 |
| 12                 | Audrey Cordon-Ragot (FRA)       | AB                 |
| 13                 | Amalie Dideriksen (DEN) (route) | AB                 |
| 14                 | Lauretta Hanson (AUS)           | 13e                |
| 15                 | Chloe Hosking (AUS)             | AB                 |

| Movistar Team MOV | Movistar Team MOV         | Movistar Team MOV |
| ----------------- | ------------------------- | ----------------- |
| Num               | Coureuse                  | Pos               |
| 21                | Aude Biannic (FRA)        | AB                |
| 22                | Alicia González (ESP)     | 11e               |
| 23                | Barbara Guarischi (ITA)   | 6e                |
| 24                | Jelena Erić (SRB) (route) | AB                |
| 25                | Sarah Gigante (AUS)       | 74e               |
| 26                | Lourdes Oyarbide (ESP)    | 56e               |

| Team DSM DSM | Team DSM DSM                  | Team DSM DSM |
| ------------ | ----------------------------- | ------------ |
| Num          | Coureuse                      | Pos          |
| 31           | Lorena Wiebes (NED)           | 1re          |
| 32           | Pfeiffer Georgi (GBR) (route) | AB           |
| 33           | Franziska Koch (GER)          | AB           |
| 34           | Charlotte Kool (NED)          | 57e          |
| 35           | Esmée Peperkamp (NED)         | AB           |
| 36           | Elise Uijen (NED)             | AB           |

| UAE Team ADQ UAD | UAE Team ADQ UAD            | UAE Team ADQ UAD |
| ---------------- | --------------------------- | ---------------- |
| Num              | Coureuse                    | Pos              |
| 41               | Marta Bastianelli (ITA)     | 3e               |
| 42               | Maaike Boogaard (NED)       | 54e              |
| 43               | Eugenia Bujak (SLO) (route) | 21e              |
| 44               | Sofia Bertizzolo (ITA)      | 14e              |
| 45               | Laura Tomasi (ITA)          | AB               |
| 46               | Anna Trevisi (ITA)          | 77e              |

| Canyon-SRAM Racing CSR | Canyon-SRAM Racing CSR | Canyon-SRAM Racing CSR |
| ---------------------- | ---------------------- | ---------------------- |
| Num                    | Coureuse               | Pos                    |
| 51                     | Alice Barnes (GBR)     | AB                     |
| 52                     | Shari Bossuyt (BEL)    | 10e                    |
| 53                     | Neve Bradbury (AUS)    | AB                     |
| 54                     | Ella Harris (NZL)      | 36e                    |
| 55                     | Lisa Klein (GER)       | 38e                    |
| 56                     | Maud Oudeman (NED)     | AB                     |

| FDJ-Nouvelle Aquitaine-Futuroscope FSF | FDJ-Nouvelle Aquitaine-Futuroscope FSF | FDJ-Nouvelle Aquitaine-Futuroscope FSF |
| -------------------------------------- | -------------------------------------- | -------------------------------------- |
| Num                                    | Coureuse                               | Pos                                    |
| 61                                     | Grace Brown (AUS)                      | AB                                     |
| 62                                     | Clara Copponi (FRA)                    | AB                                     |
| 63                                     | Eugénie Duval (FRA)                    | 8e                                     |
| 64                                     | Emilia Fahlin (SWE)                    | 41e                                    |
| 65                                     | Maëlle Grossetête (FRA)                | 32e                                    |
| 66                                     | Stine Borgli (NOR)                     | AB                                     |

| Team Jumbo-Visma TJV | Team Jumbo-Visma TJV   | Team Jumbo-Visma TJV |
| -------------------- | ---------------------- | -------------------- |
| Num                  | Coureuse               | Pos                  |
| 71                   | Noemi Rüegg (SUI)      | 7e                   |
| 72                   | Teuntje Beekhuis (NED) | 16e                  |
| 73                   | Romy Kasper (GER)      | 51e                  |
| 74                   | Linda Riedmann (GER)   | 26e                  |
| 75                   | Aafke Soet (NED)       | AB                   |
| 76                   | Amber Kraak (NED)      | 23e                  |

| Team BikeExchange-Jayco BEX | Team BikeExchange-Jayco BEX | Team BikeExchange-Jayco BEX |
| --------------------------- | --------------------------- | --------------------------- |
| Num                         | Coureuse                    | Pos                         |
| 81                          | Jessica Allen (AUS)         | 76e                         |
| 82                          | Georgia Baker (AUS)         | 61e                         |
| 83                          | Teniel Campbell (TTO)       | 17e                         |
| 84                          | Arianna Fidanza (ITA)       | 64e                         |
| 85                          | Nina Kessler (NED)          | 63e                         |

| EF Education-TIBCO-SVB TIB | EF Education-TIBCO-SVB TIB | EF Education-TIBCO-SVB TIB |
| -------------------------- | -------------------------- | -------------------------- |
| Num                        | Coureuse                   | Pos                        |
| 91                         | Letizia Borghesi (ITA)     | 9e                         |
| 92                         | Tanja Erath (GER)          | 67e                        |
| 93                         | Kathrin Hammes (GER)       | AB                         |
| 94                         | Sara Poidevin (CAN)        | 45e                        |
| 95                         | Abi Smith (GBR)            | AB                         |
| 96                         | Magdeleine Vallieres (CAN) | 29e                        |

| Human Powered Health HPW | Human Powered Health HPW | Human Powered Health HPW |
| ------------------------ | ------------------------ | ------------------------ |
| Num                      | Coureuse                 | Pos                      |
| 101                      | Henrietta Christie (NZL) | 78e                      |
| 102                      | Mieke Kröger (GER)       | AB                       |
| 103                      | Makayla MacPherson (USA) | 43e                      |
| 104                      | Marit Raaijmakers (NED)  | 65e                      |
| 105                      | Eri Yonamine (JPN)       | 47e                      |
| 106                      | Kaia Schmid (USA)        | 31e                      |

| Uno-X Pro Cycling Team UXT | Uno-X Pro Cycling Team UXT  | Uno-X Pro Cycling Team UXT |
| -------------------------- | --------------------------- | -------------------------- |
| Num                        | Coureuse                    | Pos                        |
| 111                        | Susanne Andersen (NOR)      | 15e                        |
| 112                        | Hannah Barnes (GBR)         | 62e                        |
| 113                        | Julie Norman Leth (DEN)     | AB                         |
| 114                        | Hannah Ludwig (GER)         | 73e                        |
| 115                        | Mie Bjørndal Ottestad (NOR) | 66e                        |

| Valcar-Travel & Service VAL | Valcar-Travel & Service VAL | Valcar-Travel & Service VAL |
| --------------------------- | --------------------------- | --------------------------- |
| Num                         | Coureuse                    | Pos                         |
| 121                         | Karolina Kumięga (POL)      | AB                          |
| 122                         | Chiara Consonni (ITA)       | 4e                          |
| 123                         | Anastasia Carbonari (LAT)   | 58e                         |
| 124                         | Emma Redaelli (ITA)         | AB                          |
| 125                         | Ilaria Sanguineti (ITA)     | 49e                         |
| 126                         | Margaux Vigié (FRA)         | 69e                         |

| Ceratizit-WNT Pro Cycling WNT | Ceratizit-WNT Pro Cycling WNT       | Ceratizit-WNT Pro Cycling WNT |
| ----------------------------- | ----------------------------------- | ----------------------------- |
| Num                           | Coureuse                            | Pos                           |
| 131                           | Franziska Brauße (GER)              | 71e                           |
| 132                           | Maria Giulia Confalonieri (ITA)     | 59e                           |
| 133                           | Martina Fidanza (ITA)               | AB                            |
| 134                           | Marta Lach (POL)                    | 25e                           |
| 135                           | Kathrin Schweinberger (AUT) (route) | 12e                           |
| 136                           | Lea Lin Teutenberg (GER)            | 52e                           |

| Parkhotel Valkenburg PHV | Parkhotel Valkenburg PHV  | Parkhotel Valkenburg PHV |
| ------------------------ | ------------------------- | ------------------------ |
| Num                      | Coureuse                  | Pos                      |
| 141                      | Mischa Bredewold (NED)    | 40e                      |
| 142                      | Sofie van Rooijen (NED)   | 55e                      |
| 143                      | Femke Markus (NED)        | 35e                      |
| 144                      | Lieke Nooijen (NED)       | 34e                      |
| 145                      | Kirstie van Haaften (NED) | AB                       |
| 146                      | Marith Vanhove (BEL)      | 68e                      |

| Le Col-Wahoo DRP | Le Col-Wahoo DRP              | Le Col-Wahoo DRP |
| ---------------- | ----------------------------- | ---------------- |
| Num              | Coureuse                      | Pos              |
| 151              | Maria Martins (POR) (route)   | 44e              |
| 152              | Elizabeth Holden (GBR)        | 42e              |
| 153              | Marjolein van 't Geloof (NED) | 5e               |
| 154              | Maike van der Duin (NED)      | 24e              |
| 155              | Jesse Vandenbulcke (BEL)      | AB               |
| 156              | Gladys Verhulst (FRA)         | AB               |

| AG Insurance NXTG AGI | AG Insurance NXTG AGI    | AG Insurance NXTG AGI |
| --------------------- | ------------------------ | --------------------- |
| Num                   | Coureuse                 | Pos                   |
| 161                   | Maureen Arens (NED)      | 70e                   |
| 162                   | Mylène de Zoete (NED)    | 19e                   |
| 163                   | Amber Aernouts (NED)     | AB                    |
| 164                   | Yuli Van der Molen (NED) | AB                    |
| 165                   | Ilse Pluimers (NED)      | 39e                   |
| 166                   | Cassia Boglio (AUS)      | 75e                   |

| Bingoal-Chevalmeire-Van Eyck Sport BCV | Bingoal-Chevalmeire-Van Eyck Sport BCV | Bingoal-Chevalmeire-Van Eyck Sport BCV |
| -------------------------------------- | -------------------------------------- | -------------------------------------- |
| Num                                    | Coureuse                               | Pos                                    |
| 171                                    | Minke Bakker (NED)                     | AB                                     |
| 173                                    | Danique Braam (NED)                    | 46e                                    |
| 175                                    | Barbara Sniezynska (POL)               | AB                                     |
| 176                                    | Claudia Jongerius (NED)                | 72e                                    |

| Lotto Soudal Ladies LSL | Lotto Soudal Ladies LSL  | Lotto Soudal Ladies LSL |
| ----------------------- | ------------------------ | ----------------------- |
| Num                     | Coureuse                 | Pos                     |
| 181                     | Sterre Vervloet (BEL)    | AB                      |
| 182                     | Mijntje Geurts (NED)     | 50e                     |
| 183                     | Josie Knight (GBR)       | AB                      |
| 184                     | Mieke Docx (BEL)         | 37e                     |
| 185                     | Elise vander Sande (BEL) | AB                      |
| 186                     | Kylie Waterreus (NED)    | 27e                     |

| Plantur-Pura PLP | Plantur-Pura PLP         | Plantur-Pura PLP |
| ---------------- | ------------------------ | ---------------- |
| Num              | Coureuse                 | Pos              |
| 191              | Kiona Crabbé (BEL)       | 33e              |
| 192              | Justine Ghekiere (BEL)   | 30e              |
| 193              | Julie De Wilde (BEL)     | 18e              |
| 194              | Yara Kastelijn (NED)     | 28e              |
| 195              | Laura Süßemilch (GER)    | 22e              |
| 196              | Julie Van de Velde (BEL) | 53e              |